# Villa Jean-Godard
La villa Jean-Godard est une voie située dans le quartier du Bel-Air du 12e arrondissement de Paris.

## Situation et accès
La villa Jean-Godard est accessible par la ligne 8 du métro à la station Porte Dorée et par la ligne T3a du tramway à l'arrêt Porte Dorée.

## Origine du nom
La villa doit son nom à un certain Jean Godard qui fut propriétaire sur ce site.

## Historique
Cette voie, qui s'est appelée « impasse Jean-Godard », prend sa dénomination actuelle vers 1899.

## Bâtiments remarquables et lieux de mémoire
- La villa débouche quasiment sur la porte Dorée.